# Gare de Carnoules
Gare de Carnoules vasútállomás Franciaországban, Carnoules településen.

## Vasútvonalak
Az állomást az alábbi vasútvonalak érintik:
- Marseille–Ventimiglia-vasútvonal
- Carnoules-Gardanne-vasútvonal
- Carnoules–Gardanne-vasútvonal

## Kapcsolódó állomások
A vasútállomáshoz az alábbi állomások vannak a legközelebb:
- Gare de Pignans
- Gare de Puget-Ville
- Gare de Toulon
- Gare des Arcs - Draguignan